# Evangelion: 2.0 You Can (Not) Advance
Evangelion: 2.0 You Can (Not) Advance (ヱヴァンゲリヲン新劇場版:破?, Evangerion Shin Gekijō-ban: Ha, lett. "Evangelion nuova versione cinematografica: Intermezzo"), è un film d'animazione del 2009 diretto da Hideaki Anno, Masayuki e Kazuya Tsurumaki.
Si tratta del secondo film della tetralogia cinematografica Rebuild of Evangelion basata sull'originale serie dell'anime Neon Genesis Evangelion. A differenza di Evangelion: 1.0 You Are (Not) Alone, che pur con qualche differenza non faceva che riproporre la trama dei primi sei episodi della serie, questo secondo capitolo invece si discosta volutamente dalla narrazione della serie originale. È prodotto e co-distribuito dallo Studio Khara di Hideaki Anno e la data di uscita è stata programmata per il 27 giugno 2009 in Giappone.
In occasione del Lucca Comics & Games 2009 è stato proiettato, a cura della Dynit, in lingua originale con sottotitoli in inglese. La sua proiezione in lingua italiana è stata programmata dalla Dynit in occasione del Lucca Comics & Games 2010. È stato trasmesso per la prima volta in televisione il 30 dicembre 2010 su Rai 4 nella versione 2.22 (tagliando la scena dopo i titoli di coda). Il seguito è il terzo capitolo, Evangelion: 3.0 You Can (Not) Redo (2012).
Uscito contemporaneamente in 120 sale in tutto il Giappone, ha incassato circa 4 miliardi di yen, ottenendo una nomination per l'Animeshon sakuhin shō agli Awards of the Japanese Academy.

## Trama

L'Unità 01 dopo aver sconfitto Zeruel e assorbito Rei

Nella base Nerv del Nevada, l'Unità provvisoria 05, guidata da Mari Illustrious Makinami, si scontra con il Terzo Angelo, lotta che termina con la vittoria di Mari, che fugge via mare. Shinji e Misato, appena ritornati dall'incontro del primo con il padre Gendo presso la tomba della madre Yui, assistono alla battaglia di Asuka contro il Settimo Angelo a bordo del suo Eva-02, appena giunto dall'Europa. Successivamente allo scontro dei tre piloti (Shinji, Asuka e Rei Ayanami) contro l'Ottavo Angelo, il Nono riesce ad insinuarsi nell'Unità Evangelion 03 e impossessarsi del pilota assegnato al collaudo, ossia Asuka. All'ordine di fronteggiare l'Unità Evangelion 03, guidata dall'Angelo, con Asuka a bordo, Shinji si rifiuta di attuare il compito richiestogli dal padre Gendo, capo della Nerv. In risposta, Gendo dispone l'attivazione del Dummy System dell'Unità 01 (sistema operativo che permette all'Unità di agire anche senza le volontà del pilota), che abbatte l'unità in collaudo ed il Nono Angelo. Asuka, miracolosamente sopravvissuta, è ridotta in stato vegetativo dalla contaminazione mentale provocata dall'Angelo; Shinji stesso, ormai vessato dalla situazione, abbandona il ruolo di pilota.
Quando quest'ultimo si allontana dalla base della Nerv, di cui ufficialmente non fa più parte, essa viene attaccata dal Decimo Angelo, fronteggiato da Mari, giunta da poco in segretezza in Giappone e salita senza permesso sull'Unità 02, e da Rei Ayanami, che viene divorata insieme all'Unità 00 dall'Angelo. Shinji al fine di salvarla decide di risalire a bordo dell'Unità 01. Allontanando l'Angelo dal condotto che conduce al Terminal Dogma, l'Unità 01 esaurisce il suo supporto energetico. Tuttavia la volontà di Shinji porta l'Eva in modalità Berserk risvegliandolo. La furia di Shinji fa trasformare i suoi occhi che brillano di scarlatto simili a quelli di Rei e Kaworu. Con a disposizione questa nuova forza riesce a salvare Rei Ayanami, assorbita nel nucleo dell'Angelo. Con il sangue di quest'ultimo si forma infine una Rei gigante che viene assorbita dallo 01, che in tal modo innesca il Third Impact, successivamente bloccato da Kaworu Nagisa che, sceso dalla Luna a bordo dell'Unità Evangelion Mark.06, infilza lo 01 con la Lancia di Cassius.

## Produzione
Mohiro Kito, autore del manga Narutaru e amico di Anno, ha consegnato al regista personalmente il design del 3° Angelo, realizzato volutamente in CG, come tutti gli Angeli che appaiono nel film, ad esclusione del decimo. Il mecha design dell'Unità Provvisoria 05 è stato curato da Ikuto Yamashita, realizzato interamente in CG ad esclusione dei primi piani della testa. In quanto, differentemente dagli altri mecha, cammina su ruote, le varie parti sono state completate in Full CG in modo tale da evitare errori nei movimenti. Il suo design è stato oggetto di diverse revisione e modifiche durante la produzione, come nel caso del braccio a forma di lancia che possiede, e la scena in cui esso appare è stata realizzata per dare allo spettatore la sensazione di «drifting». Il design Plug Suit che indossa Mari a bordo di quest'ultimo è di Yoshiyuki Sadamoto, intenzionalmente studiato per nascondere le fattezze del pilota; il colore verde che possiede è studiato invece per richiamare l'Inghilterra. L'Eva 02 invece, rispetto all'originale della serie ne è stata modificata soltanto la testa, i cui "corni" sono stati disegnati da Yu Honda. La produzione aveva intenzione di apportare inoltre modifiche all'Eva 03, come il colore, idea successivamente scartata, mentre il Dummy System è stato ideato anch'esso da Yamashita, intenzionalmente studiato affinché possa impedire la visuale a Shinji. I suoi movimenti, realizzati anch'essi in CG, sono attuati al fine di ricreare un senso di «fisiologico disgusto».

## Accoglienza

### Incassi
Evangelion 2.0 debuttò nei cinema giapponesi il 27 giugno 2009, proiettato contemporaneamente in 120 sale in tutto il Giappone. Nei primi due giorni d'uscita della pellicola, incassò in totale circa 5,3 milioni di dollari, posizionandosi immediatamente al primo posto tra i film con il più alto numero di incassi del weekend. In media, i cinema che avevano proiettato il lungometraggio guadagnarono 4 milioni di yen ciascuno in due giorni.
Con i suoi incassi equivalenti a fine 2009 a 4 miliardi di yen in totale (ossia 43 milioni di dollari), si è classificato all'ottavo posto tra i film con il maggior numero di incassi in Giappone nel 2009, ed al secondo posto per quanto riguarda i film d'animazione, sorpassato solo da Pokémon: Arceus e il Gioiello della Vita.
Mesi prima che la pellicola fosse effettivamente distribuita in Giappone per il mercato dell'home video, la versione giapponese del sito web commerciale Amazon.com annunciò, il febbraio 2010, che erano state preordinate già 88.000 copie del film in formato DVD e Blu-ray; a quanto riportato dal sito, 40.000 di queste ordinazioni furono fatte in un solo giorno. Il quotidiano giapponese Nikkan Sports riportò che ai primi di maggio 2010, mese dell'uscita del film, erano state preordinate più di 800.000 copie del film. La pellicola già un giorno prima della sua uscita ufficiale, aveva venduto 124.000 DVD e 195.000 Blu-ray Disc il 26 maggio 2010. Infine, a novembre 2012 il film aveva venduto in totale più di 450.000 copie in formato Blu-ray.
In Italia, durante la proiezione del film assieme a Evangelion 1.0 nella maratona intitolata Evangelion Night, proposta in sola data 4 settembre 2013, il film ha attirato oltre 25.000 spettatori nelle sale, divenendo il film con il più alto incasso della giornata, pari a circa 250.000 euro.

### Critica
Evangelion 2.0 ha ricevuto un'accoglienza generalmente positiva da parte di critica e pubblico. Sul sito Anime News Network, circa 1300 voti su un totale di 1700 hanno decretato il film come «eccellente» e un «capolavoro», e sull'Internet Movie Database ha ricevuto una valutazione media di 8,1 su 10 da parte di circa 7.000 utenti. In un sondaggio condotto sugli utenti del sito web giapponese Biglobe, il film è emerso al terzo posto «tra i film anime più straordinari» con circa 85 voti, superato in classifica solo da Summer Wars e La scomparsa di Haruhi Suzumiya.

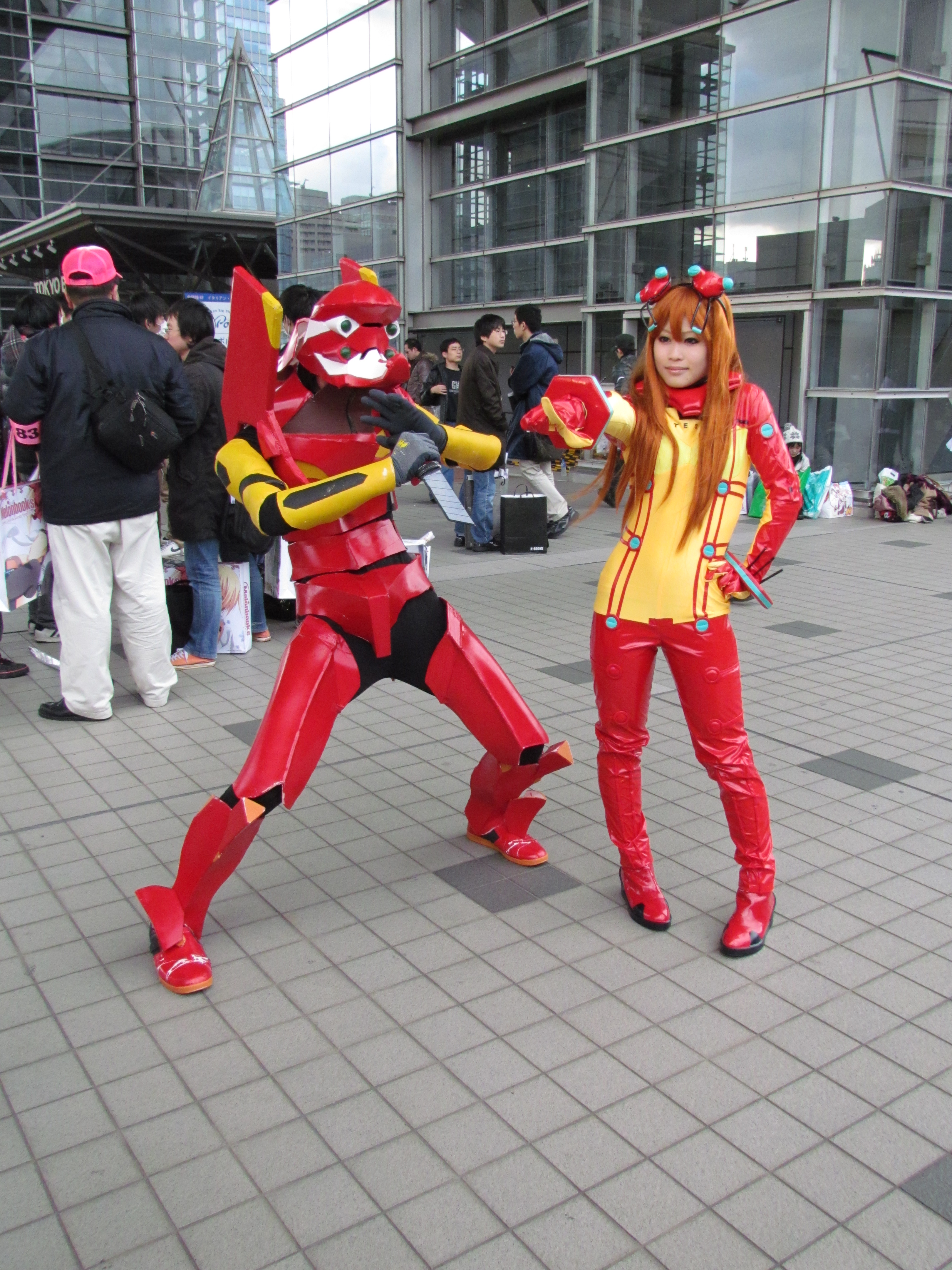
Due cosplayer dell'Eva 02 e di Asuka

Elogiato per la perizia tecnica con cui è stato confezionato e per le sue scene d'azione, il film è stato però giudicato dalla critica confusionario e poco chiaro in alcuni passaggi, tant'è che Mike Hale del The New York Times sottolinea che, nonostante il film sia il primo di Rebuild of Evangelion a riconquistare un po' della sensazione della serie originale e contenga «scene di battaglia formidabili», se non si conosce già la storia della serie la trama non avrà alcun senso, poiché rigorosamente per fans, «che analizzeranno furiosamente i cambiamenti nella narrazione e lo stufato senza senso di simbolismo filosofico e religioso». Similmente, anche il critico cinematografico Brian Miller afferma nella sua recensione sul film che «gli spettatori che non hanno studiato i loro DVD box set della serie in anticipo troveranno la trama incomprensibile».
Commenti positivi riguardo all'aspetto tecnico e alle animazioni del film si ebbero da parte di Ard Vijin di Twitchfilm.com, il sito Myreviewer.com, e JapanCinema.net, il quale definisce ogni singolo fotogramma «un'opera d'arte» e «una festa per gli occhi». Anche il sito Melodezhnaja.ch ha elogiato il reparto tecnico del lungometraggio, descrivendo alcune delle scene dipinte come «semplicemente mozzafiato», e commentando positivamente le scene di combattimento e la colonna sonora; tuttavia, la trama è stata definita non «estremamente impressionante», per via del fatto che raramente la storia cattura veramente attraverso i suoi toni drammatici. Tra i problemi del film, il sito inoltre additò anche l'introduzione del nuovo personaggio, Mari, giudicata «piuttosto inutile». Analogamente, il sito Otaku Revolution sostiene che il personaggio rappresenta un punto interrogativo per l'intero film, tant'è che «sembra quasi che Hideaki Anno e lo Studio Khara non potessero completamente impegnarsi per il nuovo personaggio». Dal punto di vista del recensore James Mudge di Beyondhollywood.com invece, anche se Mari non ha una grande parte nel film, il fatto che il personaggio riprenda la personalità di Asuka della serie originale non costituisce un problema, suggerendo anzi degli interessanti sviluppi futuri. Secondo Judge Bryan Byun il personaggio si è rivelato divertente, e sebbene non sia possibile dire se avrà o meno un ruolo importante nello svolgersi della storia, la sua aggiunta «scuote le cose in modo intrigante». Theron Martin di Anime News Network, sottolinea che la vivacità e l'entusiasmo di Mari la pongono in netto contrasto con gli altri piloti degli Eva tanto che la sua introduzione sembra incongruente, ma rappresenta «una ventata di aria fresca» ed aiuta a ripristinare il senso di mistero presente nella serie animata originale.
Il sito web The Nyc Movie Guru affibbia alla pellicola complessità e una storia «meravigliosamente fantasiosa», apprezzandone particolarmente le scene d'azione e la colonna sonora, mentre il Chicago Sun-Times ne ha apprezzato particolarmente il design degli Angeli. Dal punto di vista di Miguel Douglas di Isugoi.com, la pellicola attua miglioramenti significativi rispetto alla serie originale in quasi tutti gli aspetti, attingendo da alcuni dei suoi momenti cruciali per differenziarsene in maniera migliore. Secondo il sito web tedesco Filmreporter.de, l'azione e il dramma nel film si intrecciano in «maniera convincente»; commenti simili furono fatti anche dal sito Them Anime, che paragonando il film alla serie originale gli attribuisce una storia entusiasmante, «che non perde mai di vista i suoi personaggi e non cessa mai di sottolineare quanto siano importanti per il tutto».
Dei vari cambiamenti apportati rispetto alla serie, Simon Abrams di Slant Magazine, che ha dato 2 punti e mezzo su 4 alla pellicola, non ha apprezzato l'accelerazione del rapporto tra Shinji ed Asuka, il quale avrebbe dovuto avere la possibilità «di crescere a suo tempo»; il recensore individua infatti nel ritmo della chiave romantica del film una delle più grandi lacune dei film di Rebuild of Evangelion. Abrams sostiene inoltre che il più grande shock di Evangelion 2.0 risieda nei suoi ultimi 20 minuti, consistenti in una conclusione apparentemente non idonea alla fine del primo tempo di una nuova serie.
Justin Sevakis, recensore di Anime News Network, ha descritto il film visivamente «sorprendente e divertente, con miglioramenti ai personaggi e la storia». Dal punto di vista del recensore, il film è dotato di una «maturità generale che mancava nell'originale», da cui si priva di alcuni difetti, e gestisce in maniera migliore la narrazione, creando «un'attesa insopportabile» riguardo al prossimo film. Theron Martin, altro recensore di Anime News Network, ha elogiato anch'esso i cambiamenti che il film ha adoperato rispetto alla serie originale, di cui rappresenta una «ridefinizione gloriosa ed emozionante», senza però sacrificare «la profondità, il dramma, l'intensità e l'umorismo che hanno contribuito a rendere la serie un classico».